# Häuserhof (Ober-Widdersheim)
Das Gut Häuserhof liegt in der Gemarkung des Niddaer Stadtteils Ober-Widdersheim, circa einen Kilometer südlich davon, im Wetteraukreis an einem kleinen Nebenflüsschen der Horloff und grenzt südlich direkt an den Markwald Berstadt. Das Tal wird durch die Hofanlage dominiert.

## Verkehrsanbindung
Nördlich des Hofguts verläuft die Bundesstraße 455. Dort liegt auch Haltepunkt Häuserhof an der Bahnstrecke zwischen Nidda und Friedberg.

## Geschichte
Eine Fundstätte aus der Zeit der Bandkeramiker liegt in der Nähe des Häuserhofs.
Die in Nidda ansässigen Johanniter erwarben 1335 Ackerland im Umfang von 13 Morgen am Häuserhof.
Im 18. Jahrhundert (1747) befand sich der Hof im Besitz der Freiherren von Weitolshausen genannt Schrautenbach. 
Unter dem Landgrafen Ernst Ludwig gelang Johann Rudolf Victor von Pretlack der Erwerb verschiedener hessen-darmstädtischer Lehen, u. a. auch der Echzeller Burg und des Häuserhofes. Die Familie von Pretlack besaß das Hofgut bis zu ihrem Aussterben in männlicher Linie im Jahre 1843. Karoline von Pretlack, welche den hessen-darmstädtischen Legationsrat und Münchner Kunstmaler Kaspar Georg Wilhelm von Harnier geheiratet hatte, erbte den Häuserhof. Die Familie von Harnier ist bis heute Mitmärker im Markwald Berstadt. Erste Rechte des Häuserhofs am Markwald sind seit aus der Zeit von 1600–1621 bekannt.

### Hofanlage
Das heutige Hofgut ist eine „rechteckige Hofanlage“ aus dem 18./19. Jahrhundert. Das Wohnhaus liegt auf der östlichen Seite der Anlage an der Stelle eines ehemaligen Forsthauses. Dessen „steineres Untergeschoss“ wurde wiederverwendet beim Bau des heutigen Wohnhauses, das ein Fachwerkobergeschoss besitzt. 
Um die Mitte des 19. Jahrhunderts wohnte hier ein Förster, der auch für den Markwald Berstadt zuständig war.
Mächtige „Bruchsteinscheunen“ stammen aus dem späten 18. Jahrhundert.
In der „Statistisch=topographisch=historische Beschreibung des Großherzogthums Hessen“ aus dem Jahre 1830 heißt es: „Dieses schöne Gebäude, das zum Theil vom Wald begrenzt ist, hat zwei schöne Gärten und einen Teich.“

## Verfassung
1747 gehörte der Häuserhof zur Landgrafschaft Hessen-Darmstadt (Anteil am Fürstentum Oberhessen), Amt Nidda, Gericht Rodheim. Nach der Gründung des Großherzogtums Hessen 1806 kam der Häuserhof in das 1820 neu geschaffene Amt Schotten und 1821 in den Landratsbezirk Nidda. Gleichzeitig mit den Landratsbezirken wurden Landgerichte eingerichtet. Für den Häuserhof war das Landgericht Nidda zuständig. Mit der Einführung des Gerichtsverfassungsgesetzes im Großherzogtum Hessen am 1. Oktober 1879 wurde aus dem bisherigen Land- das Amtsgericht Nidda, welches nun zum Bezirk des neu errichteten Landgerichts Gießen gehörte.
1832 wurde der Kreis Nidda geschaffen. Auf die Revolution von 1848 reagierte die Obrigkeit mit der Organisation von Regierungsbezirken wie dem Regierungsbezirk Nidda. Diese sind mit heutigen Regierungsbezirken nicht vergleichbar. 1852 wurden die Regierungsbezirke wieder abgeschafft und der Kreis Nidda erneut hergestellt. Der Häuserhof wurde mit Ober-Widdersheim 1874 in den Landkreis Büdingen integriert. Im Rahmen der Gebietsreform in Hessen fusionierten der Landkreis Büdingen und der Landkreis Friedberg 1972 zum Wetteraukreis.